# Iñigo Lekue
Iñigo Lekue Martínez (Bilbao, Vizcaya, España, 4 de mayo de 1993) es un futbolista que juega en la demarcación de lateral. Actualmente juega en el Athletic Club de la Primera División de España.

## Trayectoria

### Inicios en Bilbao y llegada a Lezama
Lekue es natural del barrio bilbaíno de Deusto. Se formó como futbolista, entre 2000 y 2012, en la cantera del Danok Bat bilbaíno, teniendo como primeros entrenadores a Pablo Uriarte y Álvaro González.Terminada su etapa como juvenil, en 2012, se incorporó a la cantera del Athletic Club para jugar en su segundo filial, el C.D. Basconia de Tercera División. Desde su llegada a la cantera rojiblanca tuvo que pelear por el puesto de lateral derecho con el joven Markel Etxeberria.Tras ser el cuarto jugador con más minutos y partidos disputados, ascendió al Bilbao Athletic de cara a la temporada 2013-14.En su primer año con el primer filial rojiblanco, fue titular en quince ocasiones aunque tuvo una dura competencia con Markel y el más experimentado Bustinza.Al año siguiente, en la temporada 2014-15, fue indiscutible en el equipo titular, actuando tanto de lateral por ambas bandas como de interior derecho cuando coincidía con Markel, y logró el ascenso a Segunda División.Tras el ascenso fue uno de los dos elegidos, junto a Sabin Merino, por Ernesto Valverde para realizar la pretemporada 2015-16 con el primer equipo.

### Primeros años con Valverde y llegada de Ziganda
Debutó con el Athletic Club el 14 de agosto de 2015, en la ida de la Supercopa de España disputada en San Mamés, frente al F. C. Barcelona (4-0).El 3 de abril de 2016 marcó su primer gol, ante el Granada CF en San Mamés, tras recibir el balón de Aritz Aduriz y realizar una gran jugada individual. En su primera temporada en el conjunto rojiblanco se convirtió en un futbolista muy polivalente, actuando como extremo o lateral por ambos costados, aunque jugó principalmente como extremo izquierdo ya que los laterales Balenziaga y De Marcos no sufrieron lesiones de importancia.El 25 de noviembre de 2016, marcó su primer gol en Liga Europa de la UEFA, ante el Sassuolo, que permitió obtener al conjunto vasco la clasificación para los dieciseisavos de final.El 22 de enero de 2017 anotó un gran gol ante el Atlético de Madrid, con un remate desde fuera del área.En su segunda temporada continuó demostrando su polivalencia, aunque se desempeñó principalmente como lateral derecho cuando Óscar de Marcos estaba lesionado.
En la temporada 2017-18 llegó Ziganda como técnico y, debido a los tres meses de ausencia de De Marcos por lesión entre agosto y noviembre, volvió a jugar la mayoría de los partidos como lateral derecho.El 28 de febrero de 2018 disputó su partido número cien con el Athletic Club ante el Valencia (1-1).

### Etapa de lesiones y suplencias
De cara a la temporada 2018-19 el club rojiblanco reforzó los laterales con Ander Capa y Yuri Berchiche, por lo que Lekue pasó a ser la tercera opción para Berizzo.Además, su temporada estuvo marcada por dos lesiones de gravedad.En primer lugar, a finales de agosto, sufrió la fractura del maleolo peroneo derecho y, el 26 de diciembre, tuvo que ser nuevamente operado de una discopatía lumbar.Finalmente, el 16 de marzo de 2019 regresó a los terrenos de juego, tras diez meses de ausencia, jugando los minutos finales del triunfo ante el Atlético de Madrid (2-0).En la temporada 2019-20 continuó siendo la tercera opción en el puesto de lateral derecho, por lo que no llegó a jugar con continuidad a pesar de jugar también por delante del lateral.

### Consolidación con Marcelino y Valverde
En la campaña 2020-21 comenzó jugando muy poco, por lo que se planteó una salida.Sin embargo, con la llegada de Marcelino en enero, comenzó a tener más minutos como lateral y decidió quedarse.Además, logró su segundo título como rojiblanco al derrotar en la final de la Supercopa de España al FC Barcelona (3-2), participando en el encuentro en sustitución de Balenziaga.Poco después, el 28 de enero de 2021 fue por primera vez capitán del equipo en un encuentro frente al Alcoyano en Copa, en el que además dio una asistencia de gol.
En la temporada 2021-22 arrancó dando un gran rendimiento, por lo que se ganó un sitio como lateral derecho titular.Tras la disputa de la vuelta de semifinales de Copa frente al Valencia, en marzo de 2022, perdió su sitio en el once titular y solo fue titular en una ocasión más hasta final de temporada.
En la campaña 2022-23, con el regreso de Ernesto Valverde al banquillo, recuperó la titularidad en los primeros dos meses de competición por los problemas de Yuri.Tras el regreso del lateral zarautzarra, disminuyó su participación a lo que se sumó una lesión muscular en marzo que le tuvo casi dos meses de baja.En la siguiente temporada jugó con asiduidad debido a los problemas físicos de Yuri y De Marcos.El 6 de abril participó en la final de Copa frente al RCD Mallorca, logrando así su tercer título como rojiblanco.El 24 de mayo de 2025, después de clasificarse para la Liga de Campeones, renovó su contrato por una temporada más.

## Selección nacional
El 22 de mayo de 2016 fue llamado por Vicente del Bosque para sustituir a Jonny Otto en la concentración alternativa de la selección española de cara a la preparación de la Eurocopa 2016. El 29 de mayo estuvo en el banquillo, junto a otros meritorios, en el amistoso ante Bosnia y Herzegovina.

## Estadísticas

### Clubes
Actualizado al último partido disputado el 29 de septiembre de 2024.
| Club                     | Div.          | Temporada     | Liga  | Liga  | Copas nacionales | Copas nacionales | Copas internacionales | Copas internacionales | Total | Total |
| Club                     | Div.          | Temporada     | Part. | Goles | Part.            | Goles            | Part.                 | Goles                 | Part. | Goles |
| ------------------------ | ------------- | ------------- | ----- | ----- | ---------------- | ---------------- | --------------------- | --------------------- | ----- | ----- |
| Bilbao Athletic · España | 2.ª B         | 2013-14       | 26    | 0     | ―                | ―                | ―                     | ―                     | 26    | 0     |
| Bilbao Athletic · España | 2.ª B         | 2014-15       | 37    | 0     | ―                | ―                | ―                     | ―                     | 37    | 0     |
| Bilbao Athletic · España | 2.ª           | 2015-16       | 3     | 1     | ―                | ―                | ―                     | ―                     | 3     | 1     |
| Bilbao Athletic · España | Total club    | Total club    | 66    | 1     | 0                | 0                | 0                     | 0                     | 66    | 1     |
| Athletic Club · España   | 1.ª           | 2015-16       | 20    | 1     | 6                | 0                | 8                     | 0                     | 34    | 1     |
| Athletic Club · España   | 1.ª           | 2016-17       | 25    | 2     | 1                | 0                | 5                     | 1                     | 31    | 3     |
| Athletic Club · España   | 1.ª           | 2017-18       | 32    | 0     | 2                | 0                | 12                    | 0                     | 46    | 0     |
| Athletic Club · España   | 1.ª           | 2018-19       | 4     | 0     | 0                | 0                | ―                     | ―                     | 4     | 0     |
| Athletic Club · España   | 1.ª           | 2019-20       | 14    | 0     | 4                | 0                | ―                     | ―                     | 18    | 0     |
| Athletic Club · España   | 1.ª           | 2020-21       | 18    | 0     | 6                | 0                | ―                     | ―                     | 24    | 0     |
| Athletic Club · España   | 1.ª           | 2021-22       | 25    | 0     | 4                | 0                | ―                     | ―                     | 29    | 0     |
| Athletic Club · España   | 1.ª           | 2022-23       | 20    | 0     | 3                | 0                | ―                     | ―                     | 23    | 0     |
| Athletic Club · España   | 1.ª           | 2023-24       | 27    | 0     | 6                | 0                | —                     | —                     | 33    | 0     |
| Athletic Club · España   | 1.ª           | 2024-25       | 16    | 0     | 1                | 0                | 4                     | 0                     | 21    | 0     |
| Athletic Club · España   | 1.ª           | 2025-26       | 0     | 0     | 0                | 0                | 0                     | 0                     | 0     | 0     |
| Athletic Club · España   | Total club    | Total club    | 201   | 3     | 33               | 0                | 29                    | 1                     | 263   | 4     |
| Total carrera            | Total carrera | Total carrera | 267   | 4     | 33               | 0                | 29                    | 1                     | 329   | 5     |

## Palmarés

### Títulos nacionales
| Título              | Club          | País   | Año  |
| ------------------- | ------------- | ------ | ---- |
| Supercopa de España | Athletic Club | España | 2015 |
| Supercopa de España | Athletic Club | España | 2021 |
| Copa del Rey        | Athletic Club | España | 2024 |